# Nova Nizozemska
Nova Nizozemska (nizozemsko Nieuw-Nederland, , latinsko Nova Belgica ali Novum Belgium) je bila nizozemska kolonija, ki je obstajala od leta 1624 do 1667 in je ležala na vzhodni obali Severne Amerike, na današnji Vzhodni obali Združenih držav Amerike.
Nizozemska zahodnoindijska družba (NZD), ki je pričela tukajšnje naseljevanje in ga tudi vodila, je upravljala ozemlje, ki se je raztezalo od Newport Baya na vzhodu do reke Delaware na zahodu in vse do Reke svetega Lovrenca na severu. Območje je zavzemalo današnje zvezne države Delaware, Pennsylvania, New York, New Jersey, Massachusetts, Vermont, New Hampshire, Connecticut in Rhode Island. Poglavitno naselitveno področje je ležalo na otokih Manhattan in Long Island kot tudi vzdolž bregov rek Hudson, Delaware in Connecticut. Sedež uprave je bil Novi Amsterdam (nizozemsko Nieuw-Amsterdam), poznejši New York.
Najpomembnejše izvozno blago kolonije, ki je pod zadnjim načelnikom Petrom Stuyvesantom doživelo še poseben razcvet, je bilo krzno ter na plodnih tleh pridelan tobak. Leta 1664, tik pred izbruhom druge angleško-nizozemske pomorske vojne, so Novi Amsterdam zavzeli Britanci. Z mirom v Bredi so leta 1667 Nizozemci kolonijo odstopili Angležem. Po ponovnem kratkotrajnem zavzetju je območje Novega Amsterdama po določilih miru v Westminstru leta 1674 dokončno prešlo pod britansko krono.

## Zgodovina

### Trgovci s krznom in trgovske družbe
Čeprav je bil obalni pas ustja reke, ki je kasneje postala znana pod imenom Hudson, znan že od ekspedicij Giovannija da Verrazana in Estebana Gomeza v 16. stoletju, se je zanimanje Nizozemcev za to področje začelo pojavljati v začetku 17. stoletja. Anglež Henry Hudson, po katerem je kasneje reka dobila ime, je leta 1609 po njej odplul navzgor in v nekaj indijanskih vaseh zamenjeval krzno in tobak. Ko je novica o Hudsonovem potovanju dosegla Nizozemsko, si je del amsterdamskih trgovcev obetal visoke dobičke od donosne trgovine s krznom. Več konkurenčnih si skupin trgovcev, ladjarjev in kapitanov je poslalo v letih po 1610 ladje v Severno Ameriko in med seboj tekmovalo v ceni, kdo bo ponudil več za krzno, pridobljeno od Indijancev.
Takoj, ko se je v praksi pokazalo, da so se marže v že tako ali tako stroškovno izdatnih in tveganih poslih znižale, so se dotedanji tekmeci sporazumeli in ustanovili "Novonizozemsko družbo" (Compagnie van Nieuwnederlant). Družbi so Nizozemske generalne province 17. marca 1614 podelile monopol, ki jim je dovoljeval, da smejo v naslednjih treh letih imeti štiri ladijske odprave na področje med 40° in 45° severne zemljepisne širine. Oktobra 1618, deset mesecev po uvedbi monopola, si je družba izprosila novo ustanovno listino. V tem času so generalne province že ustanovile novo družbo - Nizozemsko zahodnoindijsko družbo (Geoctroyeerde West-Indische Compagnie), krajše NZD, ki se je štela kot sestrska družba Nizozemske vzhodnoindijske družbe (NVD).
Kmalu po 1621, ko se je po dvanajstletnem premirju ponovno razplamtela nizozemska osamosvojitvena vojna proti Špancem, so generalne province izdale ustanovno listino novoustanovljeni družbi. Pri tem niso imeli toliko v mislih poseljevanja prekomorskih področij, temveč veliko bolj gospodarsko izkoriščanje in vojaško podporo s pomočjo ladij zasebno financirane družbe. Zaradi tega je trajalo še dve leti, da so zagotovili zadostna denarna sredstva, saj je bil nizozemski finančni svet sprva nenaklonjen projektu. Tako so jeseni 1623 z ladjo Maackreel prvič dosegli Novi Svet. Maackreel je tekom tiste zime plula vzdolž reke Hudson ter trgovala in se 1624 vrnila v domovino. Tega leta so z ladjama Eendracht in Nieu Nederlandt prispeli na ameriško vzhodno obalo prvi naseljenci.

### Prvi kolonisti
Ko je angleški veleposlanik v Haagu leta 1622 izpostavil angleško zahtevo po območju okoli reke Hudson, se je Nizozemcem zdelo potrebno karseda hitro spoprijeti se z dejstvi, da zaščitijo svoje lastne interese. Da bi opravičili interese do kolikor možno velikega področja, so se kolonisti iz ladje Eendracht pod vodstvom Adriana Joriszoona Thienponta razpršili na več lokacijah ob rekah Connecticut, Delaware ter ob ustju reke Hudson in navzgor vzdolž toka. Na kraju, kjer danes stoji mesto Albany, so 1624 ustanovili Fort Oranje.
Naseljenci, ki so prispeli z ladjo Nieu Nederlandt v kasneje istoimensko kolonijo, so bili protestantski Valonci, ki so pribežali iz Španske Nizozemske - 30 družin oziroma 110 oseb zbranih okrog Cornelisa Jacobszoona Maya. Da bi se bolje zavarovali pred napadi, kakršnih so se bali, so se naselili na majhnem otočku tik pred Manhattnom, imenovanem Pagganack, ki se danes imenuje Governors Island.
Naseljenci so našli plodno zemljo, bogato z divjačino in ribjimi lovišči, predvsem pa je imela ugodno podnebje, kakršno so ponujale tudi nizozemske kolonije na zahodni afriški obali ali pa tudi Karibi. V sodobnih opisih so zemljepisne danosti presojali v prvi vrsti iz vidika gospodarske smotrnosti. Največ prostora pa ti opisi kljub vsemu namenjajo Indijancem, ki so v nizozemskih virih večinoma označeni kot "divji". Med njimi so bili Mohawki, živeči zahodno od Forta Oranje, največji dobavitelji krzna Nizozemcem. Čeprav je bila za vse komunikacija med naseljenci in Indijanci zaradi nepoznavanja jezikov težka, sta obe skupini do konca 30. let živeli pretežno v miru.

### Ustanovitev Novega Amsterdama
Prvemu načelniku kolonije Cornelisu Jacobszoonu Mayu se je pogodba po enem letu iztekla. Njegov naslednik Willem Verhulst je aprila 1625 od NZD prejel naročilo, naj naseljence skoncentrira v večjem naselju, verjetno z razlogom zmanjšati stroške in se hkrati bolje braniti pred možnimi napadi. Ko se je pri vodenju ustanovitve Novega Amsterdama na skrajni južni točki otoka Manhattan izkazal za nezadostno podkovanega, so ga spomladi 1626 zamenjali s Petrom Minuitom. Minuit je od Indijancev še isto leto odkupil otok za legendarno vsoto 60 guldnov, pri čemer so Indijanci kot protivrednost verjetno prejemali različno blago. Novembra 1626 je novica dosegla Amsterdam, naprej pa jo je generalnim provincam kot vodja zahodnoindijskih zadev posredoval Pieter Janszoon Schaghen v danes znamenitem "Schaghenovem pismu".
Medtem ko so naselbine ležeče naprej v notranjosti dežele vse do konca nizozemskega obdobja Nove Nizozemske ohranile svoj značaj kot povsem krznarske postojanke sredi območij indijanskih plemen, pa Novi Amsterdam ni bil več zgolj središče trgovine in plovbe kolonije, temveč je polagoma postal tudi center različnih drugih obrtnih dejavnosti.

### Naselitveni problemi in odziv NZD
Ljudje, ki so v 17. stoletju zapustili Evropo in se naselili v Novi Svet, so imeli za svojo odločitev različne razloge. Najpomembnejši razlogi za izseljevanje so bili gospodarske ali verske narave. Poleg tega so imeli Nizozemci le malo priložnosti, da so si lahko privoščili breme potovanja, ki je v enem kosu trajalo od dva do tri mesece. V prvi polovici 17. stoletja je nizozemsko gospodarstvo cvetelo. Temu obdobju zato pravimo tudi zlata doba (Gouden eeuw). Podobno je opaziti tudi pri versko-vzročnem izseljevanju: za razliko od angleških kolonij je v Novo Nizozemsko prihajalo le malo verskih ubežnikov, saj je bila Republika sedmih združenih nizozemskih provinc v primerjavi z drugimi evropskimi državami glede verskih vprašanj strpnejša. Posledica tega, da je Nova Nizozemska do sredine stoletja trpela zaradi kroničnega pomanjkanja priseljencev, je bila ta, da je kolonija v primerjavi z drugimi ozemlji vzhodne severnoameriške obale zaostala v razvoju.
Nizozemska zahodnoindijska družba je različno ukrepala za reševanje te težave. Kot prvo je z oglasnimi brošurami oglaševala v tujini za pridobivanje nemških, flamskih in valonskih izseljencev, kot drugo pa je potencialne naseljence iskala z možnostjo pridobitve milejših trgovinskih določil. Tu sta trčila med seboj dva interesna tabora: trgovski sektor je hotel čim bolj zategovati stroške naseljevanja, obenem pa dobiti velike dobičke iz krznarske trgovine. Naselitveni sektor pa je skušal doseči čisto povsem nasprotne učinke in si je dolgoročno želel ojačane kmetijske izrabe kolonije ter izključitev baltskih držav kot dobaviteljic žita, ki ga je potrebovala Nizozemska. Široko zasnovana pridelava žitaric neposredno v prekomorskih deželah bi lahko poleg tega - če le mogoče - nadomestila skrajno drage preskrbovalne pošiljke v Brazilijo in Curaçao. Julija 1629 je prišlo do kompromisa. Monopol NZD nad donosno trgovino s krznom je sprva ostal v funkciji in je kot protiutež omogočil nekaterim svojim finančno močnim direktorjem vzpostavitev dednega zemljiškega gospostva v prekomorskih deželah. NZD je prepustila zemljiškim gospodom, tako imenovanim patroonom, posamične manjše enote zemljiških posestev, na katerih so smeli izvrševati široka pooblastila - od pobiranja davkov pa do sodne oblasti. Kot povračilo pa se je "patroon" obvezal, da bo v razdobju štirih let na svojem posestvu naselil najmanj petdeset ljudi starejših od petnajst let. Kljub vsemu se je patronatni sistem izjalovil. Vedno znova je prihajalo do nasprotij med lastniki in NZD ali med naseljenci in Indijanci. Še bolj odločilno je bilo, da navkljub velikopoteznim ponudbam "patrooni" niso uspeli zagotoviti ustreznega števila naseljencev za delovno silo. V sporih, ki so po letu 1639 izbruhnili z Indijanci, so propadle vse naselbine do kraja Rensselaerswijck, ležečega vzhodno od današnjega mesta Albany.

### Funkcija monopola trgovine s krznom in indijanska vojna
Pri nalogah monopola družbe je imel izvoz bobrovega krzna osrednjo vlogo v gospodarstvu Nove Nizozemske. Krzno so prinesli od Indijancev, živečih na tistem področju, na trgovska stičišča in ga tam po ceni, ki ga je določila NZD, zamenjali za drugo blago. Že leta 1624 je družba izvozila v matično deželo okoli 5000 krzn v skupni vrednosti 27.000 guldnov. Čeprav je 1635. dospelo na Nizozemsko že okoli 16.000 kosov krzna v skupni vrednosti kar 135.000 guldnov, so bila pričakovanja finančnim pritiskom izpostavljene družbe že dolgo neizpolnjena. Od 1634 so se pojavljale novice o prodoru angleških naseljencev na področje, ki si ga je lastila Nizozemska. Štiri leta kasneje je NZD končno uvedla in razširila trgovinski monopol na krzno s pomočjo mitnine na vse uvoze in izvoze. Hkrati so se odpovedali svoji dotedanji politiki dodeljevanja zemlje in vsem priseljencem brezplačno ponudili toliko zemlje, kolikor so je lahko obdelovali.
Ta sprememba iz trgovske v naselbinsko kolonijo pa je pripeljala do sporov z Indijanci. Na eni strani je povzročila vznemirjanje zaradi naglega zvišanja potreb po zemlji iz strani nizozemskih naseljencev, po drugi strani pa je prišlo do napetosti zaradi naraščanja cen krzna, ki jih je vse do tedaj določala NZD. Vse bolj stopnjevani napadi so se med 1643 in 1645 razbesneli v krvavo vojno z izdatnimi izgubami za obe strani, zaradi česar je od leta 1638 uradujočega načelnika Willema Kiefta zamenjal Peter Stuyvesant.

### Stuyvesantova doba
Za časa Petra Stuyvesanta se je število prebivalcev Nove Nizozemske povečalo. Ukinitev monopola NZD-ju na krzno leta 1638 ni uspela odločilno podkrepiti vzpodbud po večjem priseljevanju. Preobrat se je zgodil, ko se je sredi stoletja začela na Nizozemskem upočasnjevati gospodarska rast. Vedno več naseljencev je v 50. letih 17. stoletja odšlo na pot čez Atlantik in do 1664 je kolonija narasla na okoli sedem do osem tisoč prebivalcev.
Na gospodarski ravni je sredi 30. let v Novi Nizozemski pridelan tobak začel izpodrivati krzno kot najbolj uspešno izvozno blago. Pri tem je igralo odločilno vlogo doseganje dobičkov na evropskih trgih kot je bil London ali Amsterdam s pomočjo velikih marž na bobrovo krzno. Za povrhu je pridelava tobaka v koloniji postala manjša od pridelave tobaka v Virginiji. Še leta 1658 je pretežni del v Novem Amsterdamu natovorjenega tobaka prihajal iz angleške proizvodnje.
Odnosi s sosedi so postali za Novo Nizozemsko v Stuyvesantovem obdobju izrazito težki. Na severu sta dele nizozemskega ozemlja terjali zase Francija in Anglija, na jugu Švedska. Medtem ko je Švedska svoje ozemlje Nova Švedska (Nova Svecia), ležeče ob ustju reke Delaware, eno leto po zavzetju Fort Casimirja (1655) prodala mestu Amsterdam, so privedli spori z Angleži na severu končno do ustanovitvene listine, izdane 1662 za Connecticut, v kateri je Karel II. Angleški zahteval celotno ozemlje nizozemske kolonije zase, s čimer je pravzaprav predvidel kasnejše zavzetje leta 1664.
Stuyvesant pa se je moral spopasti tudi z nekaterimi notranjimi problemi. Ob dejstvu, da je nenavadno pisana mešanica naseljencev najrazličnejšega izvora, jezikov in ver pripeljala do sporov znotraj novonizozemske družbe, se je že za časa uradovanja Willema Kiefta ustvarilo opozicijsko gibanje napram NZD kot lastnika kolonije. Do leta 1657 si je ta opozicija priborila vse večje pravice glede vprašanja ustave in državljanskih pravic. V svoji spomenici tako napadajo NZD in svojega predstojnika Stuyvesanta z grobimi besedami kot "izkoriščevalca" in "tirana". Kljub vsem sporom so Novo Nizozemsko na koncu Stuyvesantovega obdobja, vendar ne zaradi notranjih težav, temveč zaradi sporov na svetovnopolitični ravni, izgubili.

### Nova Nizozemska pade v britanske roke
Že v času vladanja lorda protektorja Oliverja Cromwella je začela Anglija agresivnejšo zunanjo politiko proti svojim nizozemskim tekmecem, ki se je nadaljevala tudi po restavraciji Stuartov v angleški monarhiji, in sicer pod kraljem Karlom II. Prvi korak nove vladavine, ki se je usmerila proti nizozemski trgovini, je bila leta 1660 zaostritev Navigacijske listine iz leta 1651. Ob Novi Nizozemski kot vmesni postaji nizozemskega blaga, namenjenega v angleške severnoameriške kolonije, in v obratni smeri za virginijski tobak in drugo prekomorsko blago, namenjeno v Evropo, so se znali nizozemski trgovci zelo enostavno izogibati tem trgovinskim omejitvam. Hkrati je bilo za britansko utrditev pomorske nadvlade in nenazadnje tudi iz strateških razlogov pomembno, da pod sebe spravijo celotno severnoameriško vzhodno obalo od Karoline do Nove Škotske.
Leta 1662 je kralj Karel podelil angleškim kolonistom v Connecticutu ustanovno listino, ki je vključevala tudi ozemlje Nove Nizozemske. 12. marca 1664 je dosodil celotno nizozemsko atlantsko obalo Jakobu II., svojemu bratu ter nasledniku in vrhovnemu poveljniku angleške flote. Tako so se začele obnovljene napetosti in vojaški spopadi med Angleži in Nizozemci v Novem Svetu.
Brez vojne napovedi je 18. avgusta 1664 britanska ekspedicija s štirim ladjami pod poveljstvom Richarda Nicollsa vplula v pristanišče Novega Amsterdama. Proti Stuyvesantsovi volji, verjetno zaradi njegove nepriljubljenosti, so se Nizozemci 27. avgusta vdali brez boja. Britanci so prevzeli kolonijo in jo poimenovali v čast vojvode yorškega, svojega bodočega kralja, New York. Mir v Bredi je potrdil prevzem: Nizozemci so prejeli v zameno Surinam.
V tretji angleško-nizozemski vojni so Nizozemci pod Cornelisom Evertsenom še enkrat uspeli za petnajst mesecev zavzeti kolonijo, vendar je z drugim westminstrskim mirom leta 1674 dokončno prešla pod angleško krono in postala britanska kolonija.